# Casas del Cerro
Casas del Cerro es una localidad española del municipio de Alcalá del Júcar, perteneciente a la provincia de Albacete, en la comunidad autónoma de Castilla-La Mancha.

## Historia
A mediados del siglo XIX, el lugar tenía contabilizadas 60 casas. Aparece descrito en el sexto volumen del Diccionario geográfico-estadístico-histórico de España y sus posesiones de Ultramar de Pascual Madoz de la siguiente manera:

CASA DEL CERRO: ald. en la prov. de Albacete, part. jud. de Casas Ibañez, térm. jurisd. de Alcalá delJucar: sit. á la marg. der. del r. Jucar; tiene unas 60 casas sencillas pero cómodas, distribuidas en calles llanas, y una ermita en la que se celebran los dias festivos por un sacerdote de Alcalá; fuera de la ald. hay una hermosa y abundante fuente de la que se surte el vecindario para beber y demas usos domésticos: el terreno, á escepcion de alguna cañada y valles, es de inferior calidad. caminos; el que dirige á Alcalá en muy mal estado. prod.: cereales, azafran, algo de vino y leña de combustible; cria mucho ganado lanar y las yuntas necesarias para la agricullura. pobl., riqueza y contr. (V. Alcalá)
(Madoz, 1847, p. 17)

## Demografía
| Gráfica de evolución demográfica de Casas del Cerro entre 2000 y 2017 |
|                                                                       |
| Población de derecho (2000-2017) según el padrón municipal del INE    |